# Hohes Rad
Hohes Rad är en bergstopp i Österrike.   Den ligger i distriktet Landeck och förbundslandet Tyrolen, i den västra delen av landet, 500 km väster om huvudstaden Wien. Toppen på Hohes Rad är 2 933 meter över havet, eller 331 meter över den omgivande terrängen. Bredden vid basen är 2,1 km. Hohes Rad ligger vid sjön Silvretta Stausee. Den ingår i Silvretta Gruppe.
Terrängen runt Hohes Rad är bergig åt nordväst, men åt sydost är den kuperad. Runt Hohes Rad är det ganska glesbefolkat, med 24 invånare per kvadratkilometer.. Närmaste större samhälle är Ischgl, 19,0 km nordost om Hohes Rad. 
Trakten runt Hohes Rad består i huvudsak av gräsmarker.